# Henry de la Beche
Henry Thomas de la Beche (10 de febrero de 1796-13 de abril de 1855) fue un geólogo británico.

## Biografía
Su padre, un oficial de la marina, con posesiones en la Jamaica británica, murió cuando su hijo era aún joven. De la Beche pasó su juventud viviendo con su madre en Lyme Regis, donde adquirió su amor por la geología. A los catorce años ingresó en el colegio militar de Great Marlow.
La paz de 1815 cambió su carrera. A los veintiún años se unió a la Sociedad Geológica de Londres, siendo durante toda su vida uno de los miembros más activos y honrados. Ocupó la presidencia entre 1848 y 1849. Visitó muchas localidades de interés geológico, no solo en Gran Bretaña, sino también en el continente, en Francia y Suiza. De regreso al sudoeste de Inglaterra comenzó la investigación detallada de las rocas de Cornualles y Devon. El contacto con la comunidad minera de dichas zonas le dio la idea de que la nación debía compilar un mapa geológico del Reino Unido, y recolectar y preservar especímenes para ilustrar y ayudar en futuros desarrollos de sus industrias mineras.
En 1830, De la Beche publicó Sections and views, illustrative of geological phaenomena, una serie de dibujos para fomentar unas descripciones más precisas de la geología inglesa en las Transacciones de la Sociedad Geológica de Londres, al igual que en las Memorias de la Geological Survey, notablemente el Informe sobre Geología de Cornualles, Devon y West Somerset (1839). También escribió Un manual geológico (1831; 3ª ed., 1833) e Investigaciones en geología teórica (1834), en el que enunciaba un tratamiento filosófico de las cuestiones geológicas muy adelantado a su tiempo. Un volumen inicial, Como observar la geología (1835 y 1836), fue reescrito y ampliado por él mismo unos años después, y fue publicado bajo el título de El observador geológico (1851, 2ª ed., 1853).

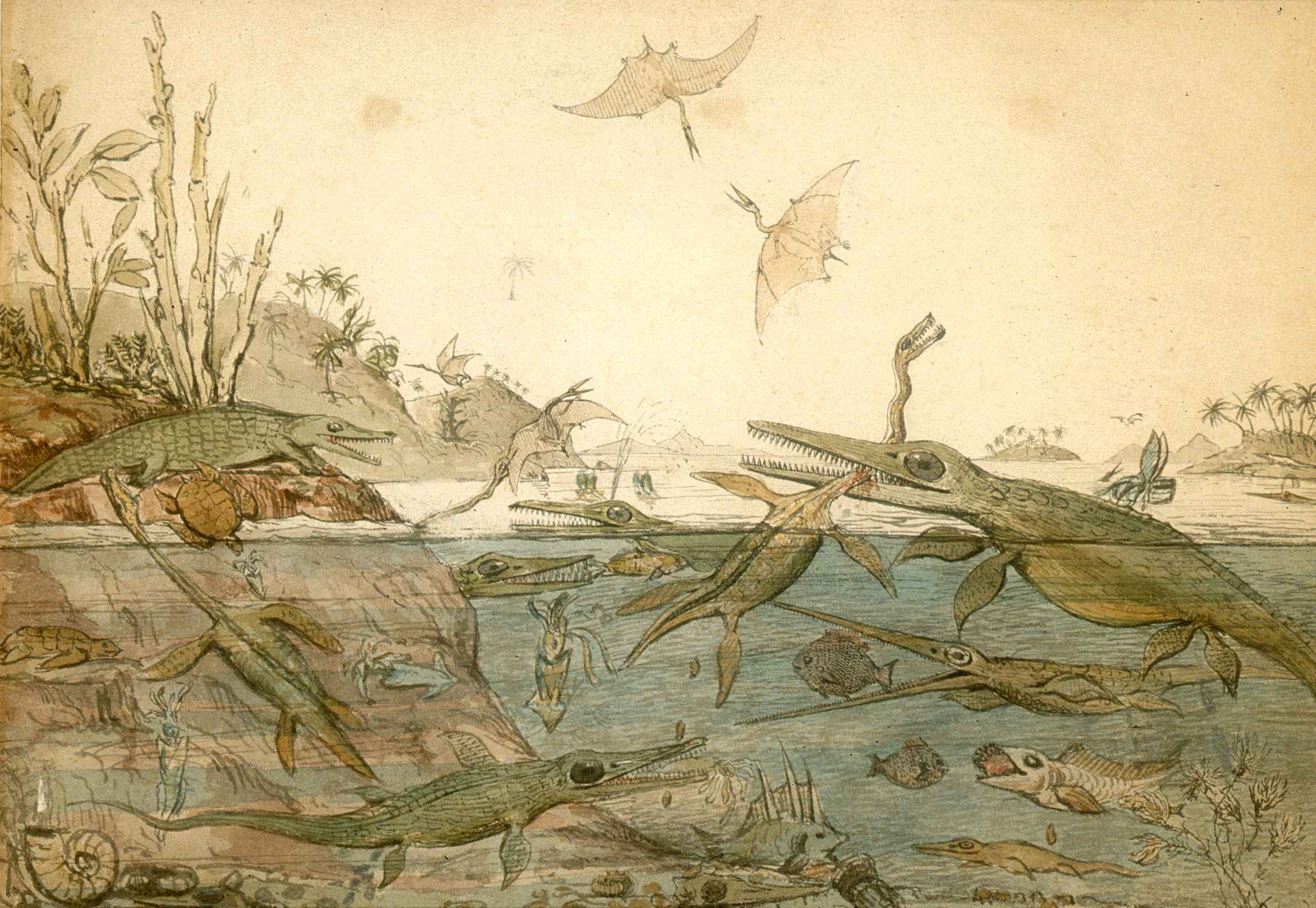
Duria Antiquior acuarela de Henry De la Beche pintada en 1830. Fue la primera representación pictórica de una escena de vida prehistórica basada en evidencias fósiles.

También en 1830, De la Beche pintó el cuadro Duria Antiquior, para ilustrar las descripciones científicas que había hecho William Buckland basándose en los descubrimientos fósiles de Mary Anning en la región de Lyme Regis. El cuadro tuvo tanto éxito entre sus amistades, que encargó a George Johann Scharf que imprimiese varias copias litográficas del mismo para poder venderlas en beneficio de Anning.
El gobierno le designó junto con la Ordnance Survey. Esto formó el punto de inicio de la Geological Survey of Great Britain, que fue oficialmente reconocida en 1835, cuando De la Beche fue nombrado director. Crecientes cantidades de especímenes valiosos comenzaron a llegar a Londres; y el edificio de Craigs Court, donde el Museo de Economía Geológica estaba situado, se quedó pequeño. De la Beche apeló a las autoridades para que le proveyeran de un edificio mayor y para ampliar el espectro completo del sistema del que él era la cabeza. El Parlamento sancionó la construcción de un museo en Jermyn Street, Londres, y la organización de un equipo de profesores con laboratorios y otros dispositivos. El sistema, en el que se combinaban las oficinas de la Geological Survey, el Museo de Geología Práctica, la Escuela Real de Minas y la Oficina de Registro Minero, fue abierta en 1851.
Fue elegido miembro de la Royal Society en 1819, nombrado caballero en 1848 y, casi al final de su vida, recibió la Medalla Wollaston.